# 설교

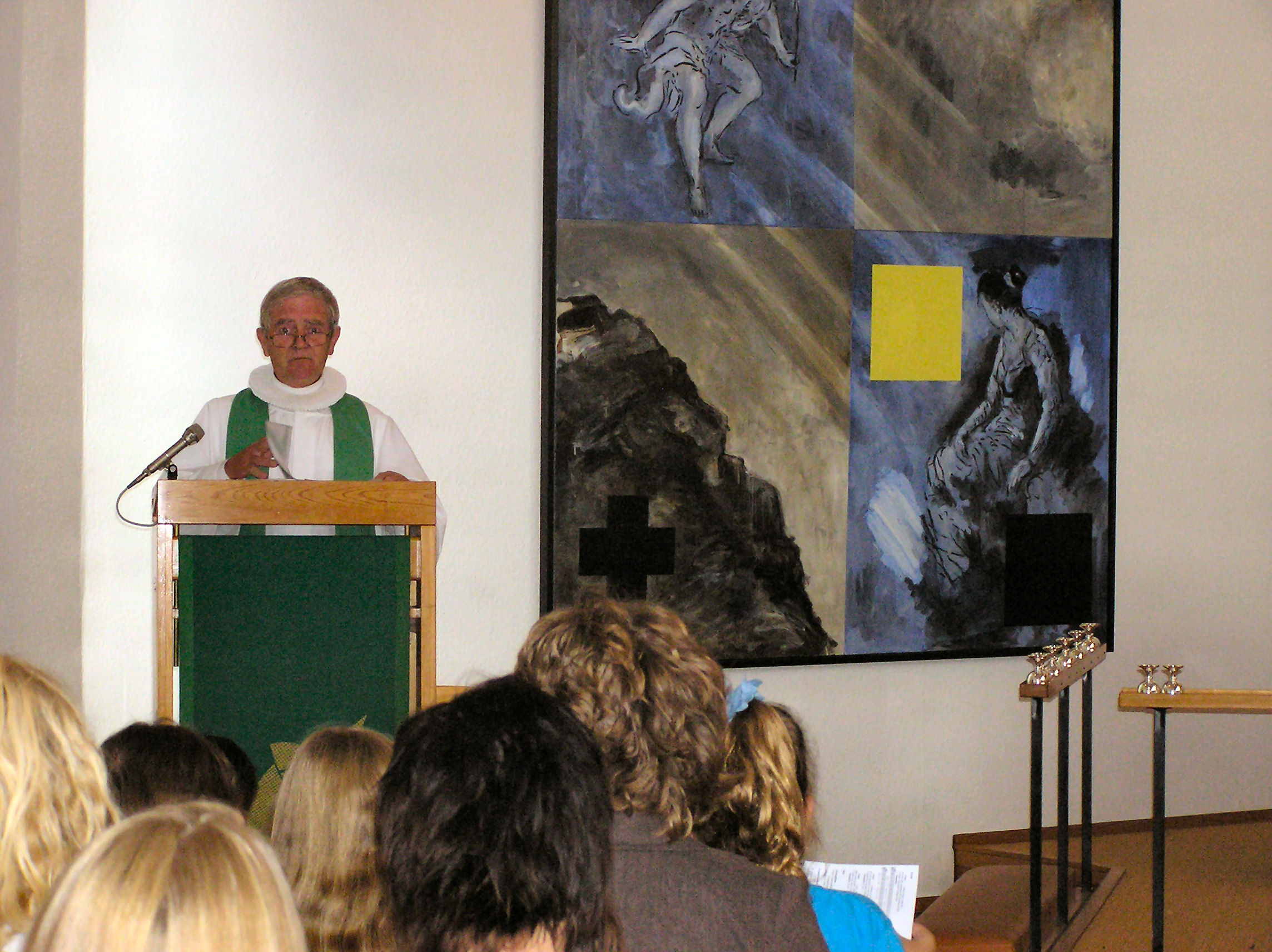

설교(說敎)는 기독교에서 성직자가 성경을 해석하는 예배의 순서이다. 다른 종교에서도 “설교”가 있지만, 이 문서에서는 기독교에 한정한다.

## 교파별 차이

### 성공회
성공회에서는 성서정과에 나온 복음서 말씀을 부제, 사제, 주교가 읽는 성서독서, 성서 말씀을 성직자가 해석하는 설교, 그리스도의 거룩한 몸과 피를 모시는 성만찬이 균형을 이루는 예배양식을 갖고 있다. 참고로 성공회에서는 주교의 면허를 받은 평신도가 설교할 수 있다. 또한 교회력에 따라 성서 이야기가 배치된 성서정과를 사용하기 때문에, 성공회 설교자(부제, 사제, 주교, 주교의 면허를 받은 평신도)는 매주 교회력에 따른 설교를 한다. (감사성찬례)

### 청교도
청교도에게 있어서 설교는 하나님께서 죄인을 구원하시기 위한 은혜의 방편이었다.  그들은 설교를 통해, 하나님과 대면하였으며, 설교로 전해진 말씀이 곧 하나님의 대언이라는 인식이 있었다.  스테판 마샬은 "설교는 죄인의 마음으로 들어오는 구원열차"라고 설명하였다. 윌리암 퍼킨스는 그의 저서 "설교의 기술"을 통하여 비신자와 신자를 구별하여 율법과 은혜의 설교를 구별하여 전할 것을 주장하였다. 비신자에게는 율법을 통하여 죄를 깨닫고 회심하도록 하고, 신자에게는 구원의 확신을 주는 은혜를 통하여 성화되는 성령의 사역을 강조하였다. 청교도는 설교의 중요성에 대하여 존 칼빈의 신학에서부터 영향을 받았다.  특히 케임브리지 대학교에서 로렌스 차더톤, 윌리암 퍼킨스, 폴 베인즈, 존 프레스톤, 리차드 십스, 토머스 굿윈등은 설교의 전성시대를 이루었다. 청교도의 이러한 설교에 대한 인식은 한국의 장로교에 전래되어 현재의 기독교의 전통에 크게 이바지하였다.

### 개신교
대다수 한국 개신교 교회는 예배에서 말씀을 중시하므로 설교와 찬양을 중시한다. 개신교에서 설교란 하나님의 말씀을 대언 한다는 것 보다는 어떤것이 올바로 성경을 해석하는 것인지를 설명하는 것에 중점을 둔다. 몇몇 전통적인 개신교 교회에서는 말씀과 성만찬이 균형을 이루는 예배양식을 갖고 있다. 그 실례로 루터교회에서는 성서정과에 나온 복음서 말씀을 목사가 독서하고, 이를 해석하는 설교와 그리스도의 거룩한 몸과 피를 모시는 성만찬이 균형을 이루는 예배양식을 갖고 있으며, 장로교 창시자 장 칼뱅도 매주 성만찬을 집전해야 한다고 주장하면서, 말씀전파와 성만찬이 균형을 이루는 예배양식을 주장했다.

### 로마 가톨릭
개신교회에서 널리 쓰이는 '설교'와 대비되는 용어로 가톨릭에서 널리 쓰이는 용어가 '강론'이다. 그러나 가톨릭 교회에서도 '설교'라는 말을 쓸때가 있는데, 대한민국에선 '도미니코회'라고 이름이 널리 알려져 있는 '설교자회'라는 수도회가 그러하다. '설교자회'는 그리스도의 말씀을 전하는 것(선교)을 주된 사명으로 하는 단체인데, '강론'이 아니라 '설교'를 통해서 복음을 전한다는 점에서 '설교'가 곧바로 '강론'을 의미하지 않음을 발견하게 된다.
그리고 역사적으로 따져보면 '설교'가 곧바로 '강론'을 의미하지 않음을 발견할 수 있다. '강론'이란 말이 '설교'와 구분되어 교회 안에서 쓰인 것은 2세기말 교부인 오리게네스에 의해서인데, 오리게네스는 '강론'을 성경 말씀을 설명하고 영적 차원으로 더 발전시키는 해설로서 형식적으로 기승전결에 구애받지 않는 것을 의미한다고 풀이하였다.
현행 가톨릭 교회법전에는, “강론은 설교의 여러 형식 중에서 탁월한 것으로 전례의 한 부분”(제 767조 1항)이라고 규정하고 있다. 미루어 보면 설교는 좀 더 다양한 형태의 것이고, 그만큼 폭넓게 사용할 수 있다. 설교의 내용은 성경 말씀 해설이 아니라 좀 더 폭넓은 주제들, 즉 도덕적인 가르침, 세상을 살아가는 지혜, 삶에서 얻게 된 깨달음 등 다양한 것이 다루어질 수 있다. 성경에서 예수 그리스도가 산상설교를 한 것, 유명한 문학 작품인 카뮈의 '페스트'에서 신부가 페스트의 공포에 사로잡힌 오랑 시민을 상대로 성당에서 얘기를 한 것이 설교의 실례라고 할 수 있을 것이다.

## 설교의 유형
- 예화설교 : 비유 즉, 청중들이 쉽게 이해할 수 있도록 일상생활을 소재로 한 예화를 사용한 설교이다. 복음서에서는 예수가 예화를 사용해서 설교하였다고 설명한다.
- 수사학을 사용한 설교: 수사학을 사용하여 논리를 전개하는 설교이다. 지식인들이었던 바울과 교부들이 사용하였다. 특히 구약에 설명되어 있는 사건을 신약적 메시지로 설명하는 것을 이야기 한다.
- 교회력에 따르는 설교: 교회력은 기독교에서 전통적으로 지키는 절기들을 보여주는 달력이며, 많은 부분은 유대교의 전통을 따르고 있다. 교회력의 의미는 삼위일체 하느님 특히 성자인 예수 그리스도를 통한 구원 역사에 집중한다. 한국교회에서는 장로교 일부 교단, 감리교, 루터교, 성공회, 천주교, 정교회에서 교회력에 따른 설교를 한다.
- (성서 강해): 성서의 본래의 의미에 가깝게 해석하고 그것을 현재의 삶에 적용시키려 하는 설교이다. 저명한 복음주의 신학자였던 마틴 로이드 존스는 웨스트민스터 교회에서 사도행전을 주제로 강해설교를 하였다. 물론 기독교의 전통인 교회력을 무시한 것은 아니다. 실례로 로이드 존스의 설교중에는 사도행전의 성령강림사건을 본문으로 한 성령강림주일 설교가 발견되며, 대림절을 복된 대림절이라고 불렀다. (승리하는 기독교/복있는 사람)
- 사도신경이나 니케아 신경 등의 기독교의 교리를 해설하는 설교

## 전달 방식
설교는 종류에 따라 이를 준비하는 노력과 시간이 다르다.
- 대본 설교: 미리 준비하여 대본을 참고하거나 설교자의 기억에 의지한다.
- 즉흥 설교(Extemporaneous preaching): 과하게 자세하지 않게, 또 가끔은 준비가 없이 설교하는 것을 말한다. 기본 윤곽과 참조는 노트에 나열한 것을 통해 볼 수 있다.
- 즉석 설교(Impromptu preaching): 미리 준비하지 않고 설교하는 것을 말한다.
- 강해설교

## 같이 보기
- 산상수훈
- 설교집